# Congo Bill
Congo Bill (auch Congorilla genannt) ist der Titel einer Reihe von Comics, die der US-amerikanische DC-Verlag mit Unterbrechungen seit 1940 veröffentlicht, sowie eines 1948 von Columbia Pictures produzierten, auf diesen Comics basierenden Film-Serials.

## Veröffentlichungen zu Congo Bill
Die Reihe wurde vom Autor Whintey Ellsworth und dem Zeichner George Papp entwickelt, die auch die ersten Ausgaben von Congo Bill gestalteten. Vorbilder der Reihe waren neben Rice-Burroughs Tarzan vor allem Alex Raymonds Jungle-Jim-Zeitungsstrip.
Das erste Congo-Bill-Abenteuer erschien im Juni 1940 als eine „Backup-Story“ – eine im hinteren Teil eines längeren Comicheftes untergebrachte Comicgeschichte – in der 46. Ausgabe der Comicserie More Fun Comics; kurz darauf – im Juni 1941 – wurde die Serie als Feature in die äußerst erfolgreiche Comicserie Action Comics verlegt, in der von Ausgabe #37 bis #248 (Januar 1959) Congo-Bill-Stories erschienen. Im September 1943 schmückte der Titelheld von Congo Bill sogar – gemeinsam mit Superman, dem Helden der „Top“-Reihe der Serie – das Titelblatt der Ausgabe #52 der Action Comics. Danach wurde das Feature in Congorilla umbenannt und unter diesem Titel bis April 1961 in Action Comics weiter veröffentlicht. Nach Ausgabe #262 (Februar 1960) entfernte man Congo Bill/Congorilla schließlich komplett aus den Action Comics, um den Platz, den das Feature bisher innerhalb der Hefte eingenommen hatte, nutzen zu können, um der weitaus populäreren Back-Up-Serie Supergirl – die von den Abenteuern von Supermans jugendlicher Cousine handelte – mehr Seiten widmen zu können.
Stattdessen wurde Congorilla in der Serie Adventure Comics fortgesetzt, wo die Reihe bis zur Ausgabe #283 vom April 1961 in jeder zweiten Ausgabe – im Wechsel mit der Unterwasser-Reihe Aquaman – erschien. Danach wurden beide Reihen als Features zugunsten der obskuren Sci-Fi-Reihe Tales of the Bizarro World ersetzt. Parallel zu den Congo-Bill-Geschichten in Action Comics wurde außerdem zwischen September 1954 und September 1955 eine siebenteilige eigenständige Congo-Bill-Serie veröffentlicht.
In der Mitte der 1960er Jahre wurden einige alte Congorilla-Stories in verschiedenen Reihen als Back-Up-Geschichte nachgedruckt. Ansonsten blieb der Stoff knapp dreißig Jahre lang als eigene Reihe ungenutzt – stattdessen wurden Congo Bill und sein Gorilla lediglich als gelegentliche Gaststars in Serien wie Superman’s Pal Jimmy Olsen, Justice League oder Forgotten Heroes benutzt.
1992 veröffentlichte DC eine vierteilige Miniserie zu Congorilla. 1999 folgte Vertigo, ein zum DC-Verlag gehörendes Imprint, bei dem Comics erscheinen, die auf ein dezidiert erwachsenes Publikum zugeschnitten sind, schließlich mit einer vierteiligen Congo-Bill-Miniserie, die den Charakter in seiner ursprünglichen Form – ohne die Congorilla-Verbindung – wieder aufleben ließ.

## Handlung
Congo Bill handelt von den Abenteuern des Amerikaners Bill im kongolesischen Dschungel.  Unterstützt wird er dabei von seinem jugendlichen Sidekick, Janu dem Dschungel-Jungen (Janu, the Jungle Boy), einer nach den kindlichen Dschungelhelden Rudyard Kiplings (Mowgli, Kim) modellierten Figur. 
In einer in Action Comics #228 vom Mai 1957 enthaltenen Geschichte erfuhr die Serie schließlich einen tiefen Einschnitt: In besagter Geschichte trifft Bill auf einen großen goldfelligen, gewitzten Gorilla, mit dem er 20 Ausgaben später in einer von Robert Bernstein (Autor) und Howard Sherman (Zeichner) gestalteten Geschichte durch einen magischen Ring, den ihm sein Freund Häuptling Kawolo kurz vor dessen Tod überlässt, eine spirituelle Verbindung eingeht. Fortan ist Bill imstande, sein Bewusstsein mit Hilfe des Zauberrings (in den ein Gorilla-Abbild eingraviert ist) für die Dauer einer Stunde in den Körper des „goldfelligen Affen“ – der ebenfalls einen magischen Ring trägt – zu versetzen, während dessen Bewusstsein vorübergehend in seinen Körper wandert. Nach einigen Stunden tauschen die Geister der beiden wieder ihre Plätze und jeder kehrt in seinen eigenen Körper zurück. Während der Geist des Affen in Bills Körper steckt – der sich dementsprechend gebärdet, indem er nach Affenart kreischt und seine Fäuste gegen seinen Brustkorb hämmert –, wird dieser von Janu bewacht, um zu verhindern, dass dem Körper geschadet wird.

## Verfilmung
Congo Bill wurde ab 1949 von Columbia Pictures als fünfzehnteiliges Filmserial in die Kinos gebracht. Der erste Teil dieses Serials hatte am 28. Oktober 1949 Premiere. In den Hauptrollen waren Don McGuire und Cleo Moore zu sehen. 1957 wurde das Serial auf Betreiben des Produzenten Sam Katzman erneut in die Kinos gebracht, um aus Moores Ruhm, die inzwischen eine der beliebtesten Schauspielerinnen der Staaten geworden war, Nutzen zu schlagen.